# Brill Tramway
La Brill Tramway, també coneguda com la Quainton Tramway, Wotton Tramway, Oxford & Aylesbury Tramroad i Metropolitan Railway Brill Branch, era una línia de tren de sis milles (10 km) situada a la vall d'Aylesbury, a Buckinghamshire, Anglaterra. Fou construïda de manera privada l'any 1871 pel 3r duc de Buckingham. Pensada inicialment per a remolcs a cavalls, el seu objectiu era ajudar a transportar mercaderies entre les terres del duc a Wotton House i la línia de ferrocarril nacional. Més tard, algunes pressions provinents de la localitat propera de Brill van fer que s'estengués la línia i es convertís a línia de passatgers l'any 1872. Es compraren dues locomotores, però la forma del traçat feia que només poguessin viatjar a una velocitat de 6,4 km/h.
El 1883 el duc va planejar una extensió de la línia fins a Oxford, la qual mai es dugué a terme a causa dels alts costos de construcció. El 1894 Metropolitan Railway passà a fer-se càrrec de la Brill Tramway, i aquesta fou reconstruïda el 1910; també s'incorporaren noves locomotores que permetien temps de viatge més curts. Dos factors, però –la baixa població de la regió i moltes línies alternatives properes– van fer que la línia entrés en un declivi econòmic.
El 1933 Metropolitan Railway va esdevenir la Metropolitan Line del London Passenger Transport Board. La Brill Tramway va passar a formar part del Metro de Londres, encara que estava a 65 km de la capital i no estava soterrada. El 30 de novembre de 1935 tingué lloc l'últim viatge de passatgers.